# Steinlager
Steinlager, född 26 april 1998 på stuteriet Prestera International i Skåne län, är en svensk varmblodig travhäst som under största delen av sin tävlingskarriär var norskägd. Under sina mest framgångsrika tävlingsår i mitten på 2000-talet tränades Steinlager av den norske travtränaren Per Oleg Midtfjeld, och rankades då som den främsta travhästen i Europa, då han tagit många storloppssegrar, bland annat i 2005 års upplaga av Elitloppet.
Efter en skada avbröts tävlingskarriären men efter ett par år gjorde Steinlager comeback på tävlingsbanan, då tränad av den svenske travtränaren Olle Goop. Steinlager kördes då i loppen av Björn Goop. Sedan 2008 har Steinlager avslutat tävlingskarriären, men är verksam avelshingst i både Sverige och Norge.
Steinlager sprang in ca 14,7 miljoner kronor under sin tävlingskarriär.

## Fotnoter
1. ↑  Han tränades av Jörgen Westholm i början av karriären, men startade aldrig i dennes regi. Han tränades sedan av Per Oleg Midtfjeld åren 2001–2006 och Olle Goop säsongen 2008.[1]
2. ↑  Per Oleg Midtfjeld åren 2001–2006 och Björn Goop säsongen 2008.[1]